# Diplazium brachylobum
Diplazium brachylobum är en majbräkenväxtart som först beskrevs av Sledge och som fick sitt nu gällande namn av Manickam och V.Irudayaraj.
Diplazium brachylobum ingår i släktet Diplazium och familjen Athyriaceae. Inga underarter finns listade i Catalogue of Life.